# Entrange
Entrange – miejscowość i gmina we Francji, w regionie Grand Est, w departamencie Mozela.
Według danych na rok 1990 gminę zamieszkiwało 1147 osób, a gęstość zaludnienia wynosiła 287 osób/km² (wśród 2335 gmin Lotaryngii Entrange plasuje się na 332. miejscu pod względem liczby ludności, natomiast pod względem powierzchni na miejscu 1095.).